# TianQin
O Projeto TianQin  (chinês: 天琴计划) é uma proposta de observatório de ondas gravitacionais transportadas pelo espaço (detector de ondas gravitacionais) que consiste em três espaçonaves em órbita terrestre. O projeto TianQin está sendo liderado pelo professor Luo Jun (chinês: 罗俊), presidente da Universidade Sun Yat-sen, e está baseado no campus de Zhuhai da universidade. A construção da infraestrutura relacionada ao projeto, que incluirá um edifício de pesquisa, um laboratório em caverna ultrassilenciosa e um centro de observação, começou em março de 2016.